# Jens Hansen
Carl Jakob Jens Christian Barnabas Hansen (18. června 1872, Nanortalik – ?) byl grónský lovec a zemský rada.

## Životopis
Jens Hansen byl synem Johana Christiana Anthona Frederika a jeho manželky Rahab Kirstine Eulalie Ane Marie. V letech 1911 až 1922 zasedal po dvě funkční období v zemské radě jižního Grónska. Pouze v roce 1915 ho zastupoval Johannes Mathiesen. V roce 1950 oslavil 78. narozeniny jako nejstarší obyvatel Nanortaliku.